# Cifrado de Trithemius
En criptografía, el cifrado de Trithemius (o pinto de tritemio
) es un método de codificación polialfabético inventado por el monje y matemático Johannes Trithemius (Juan Tritemio) durante el Renacimiento. Este método utiliza la tabula recta, un diagrama cuadrado de alfabetos donde cada fila se construye desplazando la anterior un espacio hacia la izquierda.
Trithemius usó la tabula recta para definir un cifrado polialfabético que equivalía al disco de Alberti. Todos los cifrados polialfabéticos basados en el cifrado César pueden describirse en términos de la tabula recta.

## Mejoras
En 1553, una importante extensión del método de Trithemius fue desarrollado por Giovan Battista Bellaso que se llamó Cifrado de Vigenère.
 Bellaso añadió una clave para intercambiar el alfabeto de cifrado cada letra. Este método esta erróneamente atribuido a Blaise de Vigenère, que publicó un cifrado similar en 1586.

## Ejemplo
Para codificar una palabra o mensaje se toma la primera letra y se reemplaza usando el cifrado César con el desplazamiento de una, en realidad, la primera letra no cambia. Después se localiza la fila que inicia con la segunda letra y se reemplaza con la segunda letra de esa fila, después se localiza la fila que inicia con la tercera letra y se reemplaza con la tercera letra de esa fila y así sucesivamente.
```
Texto original:   tabula recta
Texto codificado: TBDXOF XLKCK
```

```
A B C D E F G H I J K L M N Ñ O P Q R S T U V W X Y Z
B C D E F G H I J K L M N Ñ O P Q R S T U V W X Y Z A
C D E F G H I J K L M N Ñ O P Q R S T U V W X Y Z A B
D E F G H I J K L M N Ñ O P Q R S T U V W X Y Z A B C
E F G H I J K L M N Ñ O P Q R S T U V W X Y Z A B C D
F G H I J K L M N Ñ O P Q R S T U V W X Y Z A B C D E
G H I J K L M N Ñ O P Q R S T U V W X Y Z A B C D E F
H I J K L M N Ñ O P Q R S T U V W X Y Z A B C D E F G
I J K L M N Ñ O P Q R S T U V W X Y Z A B C D E F G H
J K L M N Ñ O P Q R S T U V W X Y Z A B C D E F G H I
K L M N Ñ O P Q R S T U V W X Y Z A B C D E F G H I J
L M N Ñ O P Q R S T U V W X Y Z A B C D E F G H I J K
M N Ñ O P Q R S T U V W X Y Z A B C D E F G H I J K L
N Ñ O P Q R S T U V W X Y Z A B C D E F G H I J K L M
Ñ O P Q R S T U V W X Y Z A B C D E F G H I J K L M N
O P Q R S T U V W X Y Z A B C D E F G H I J K L M N Ñ
P Q R S T U V W X Y Z A B C D E F G H I J K L M N Ñ O
Q R S T U V W X Y Z A B C D E F G H I J K L M N Ñ O P
R S T U V W X Y Z A B C D E F G H I J K L M N Ñ O P Q
S T U V W X Y Z A B C D E F G H I J K L M N Ñ O P Q R
T U V W X Y Z A B C D E F G H I J K L M N Ñ O P Q R S
U V W X Y Z A B C D E F G H I J K L M N Ñ O P Q R S T
V W X Y Z A B C D E F G H I J K L M N Ñ O P Q R S T U
W X Y Z A B C D E F G H I J K L M N Ñ O P Q R S T U V
X Y Z A B C D E F G H I J K L M N Ñ O P Q R S T U V W
Y Z A B C D E F G H I J K L M N Ñ O P Q R S T U V W X
Z A B C D E F G H I J K L M N Ñ O P Q R S T U V W X Y
```